# 몽고메리 윌슨

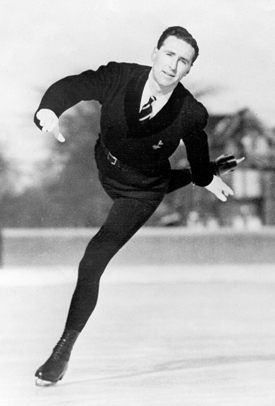

몽고메리 버드 윌슨(Montgomery Bud Wilson, 1909년 11월 20일~1964년 11월 15일)은 1929년부터 1939년 사이에 캐나다 피겨 스케이팅 챔피언십에서 9번 우승한 캐나다의 피겨 스케이팅 선수이었다. 1932년에는 세계 피겨 스케이팅 선수권 대회에서 은메달, 올림픽에서 동메달을 기록했다. 그는 그의 누나인 콘스탄스 윌슨-사무엘과 페어 경기를 펼치며, 캐나다 피겨 스케이팅 챔피언십과 북아메리카 피겨 스케이팅 챔피언십에서 수많은 메달을 기록했다. 한동안 보스턴 스케이팅 클럽에서 코치직을 맡기도 했다. 그는 1909년에 토론토에서 태어났으며, 55살의 나이로 1964년에 죽었다.
올림픽에는 1928년, 1932년, 1936년 등 총 3차례 출전했다.